# Casino del Masnou
El Casino del Masnou és una entitat cultural del municipi homònim al Maresme. Es troba a l'antic mas de Can Fontanills, catalogat com a bé cultural d'interès local.

## Història
Can Fontanills data de 1375, quan la comprà Joan Fontanills. Entre 1876 i 1887 hi va haver al pis del mas el Col·legi del Comerç del pedagog Francesc Flos i Calcat, que fou l'embrió del que a partir de 1898 aplicaria al col·legi de Sant Jordi de Barcelona. Les seves terres eren cap a l'est, a l'actual Ocata i es van urbanitzar a la segona meitat del segle xix, donant lloc a l'actual carrer de Fontanills.

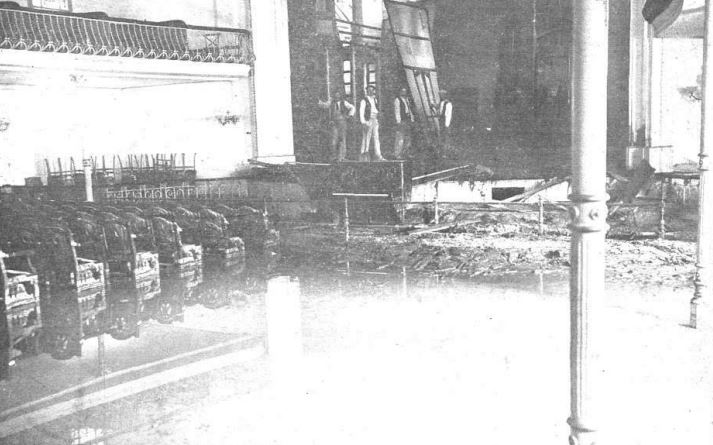
El teatre del Casino després de l'aiguat de 1909

El Casino del Masnou va néixer com a entitat l'any 1876, i  Pere Guerau Maristany, comte de Lavern, el va situar a la masia de Can Fontanills, propietat de Miquel Amat i Lluch. El mas tenia una torre de guaita que va ser enderrocada l'any 1902 amb la reforma per convertir el mas en el Casino. L'any 1903 s'inauguraren la rotonda, sales de joc, billar i altres dependències, i el 1904 s'obrí el teatre. L'entrada principal modernista és de 1902.

### Presidents
Categoria principal: Presidents del Casino del Masnou
Entre els seus presidents històrics destaquen:
- Martí Cabús i Matamala
- Santiago Estapé i Pagès
- Francesc Sanahuja i Padreny
- Josep Jaume Millet Cunill
- Pere Sust Estapé

## Edifici
De l'antic mas es conserva la planta baixa, la porta d'accés i una de les finestres gòtiques de la façana. El nou edifici es menja la torre de defensa i reprodueix les finestres originals. La banda esquerra constitueix el recinte del teatre i la banda dreta està formada per l'entrada principal i la Rotonda, al sostre de la qual les interseccions de l'entramat són rematats amb elements decoratius de manera que semblen claus penjants. Els elements arquitectònics són absolutament heterogenis: gòtics, neoclàssics, modernistes i eclèctics.

### Teatre
Presenta un aire neoclàssic i romàntic. Consta d'una platea amb tribunes laterals a la planta baixa i una balconada correguda de forma aproximadament semicircular i sostinguda per columnetes de ferro colat. Les decoracions, motllures i plafons del sostre són fets de guix. Són també interessants les baranes de ferro forjat i les làmpades modernistes.
Algunes peces del teatre són reutilitzades d'algun lloc de Barcelona.

### Forjats
Reixat del Mas Vell del Casino, que tanca el jardí. La porta d'accés es troba al centre i en ella se situen les inicials M.A. del seu antic propietari, Miquel Amat. És de ferro i està formada per un conjunt de barres paral·leles i encreuades. Hi ha remats amb elements vegetals i línies sinuoses típiques del modernisme.
Són elements constructius que demostren la marcada tendència modernista del Casino. Observen com tant a l'empunyadura o estirador de la porta com el ferro forjat de la pèrgola de la rotonda s'accentua el valor decoratiu a través de corbes sinuoses, asimètriques i acabades en reganyols o espirals.